# Solana (Granada)
Solana (también llamada popularmente La Solana) es una localidad y pedanía española perteneciente al municipio de Castril, en la provincia de Granada, comunidad autónoma de Andalucía. Está situada en la parte occidental de la comarca de Huéscar. A seis kilómetros del límite con la provincia de Jaén, cerca de esta localidad se encuentran los núcleos de Puentezuela, Cuquillo, Martín y Fátima.